# 증발식 냉각기
증발식 냉각기(蒸發式 冷却器, 영어: evaporative cooler, evaporative air conditioner, swamp cooler, swamp box, desert cooler, wet air cooler) 또는 냉풍기(冷風器)는 물의 증발을 통해 공기를 시원하게 하는 장치이다. 증발식 냉각은 증기 압축 냉동 또는 흡수식 냉동 주기를 사용하는 일반적인 공기조화 시스템과는 차이가 있다. 증발식 냉각은 증발을 위해 물이 상대적으로 많은 양의 열을 흡수한다는 사실(즉, 큰 기화열이 있음)에 기초한 것이다. 건조한 공기의 온도는 액체 물이 수증기로 상전이됨에 따라 상당히 떨어질 수 있다. 이로써 냉각보다 훨씬 에너지를 덜 쓰고도 공기를 차갑게 할 수 있다. 극히 건조한 기후에서 증발식 공기 냉각은 건물 거주자들의 편안함을 위해 더 많은 수분을 주는 이점을 제공한다.
증발식 냉각의 잠재성은 건습도 온도차에 따라 달라지며 이는 건구 온도와 습구 온도의 차이이다. (상대 습도 문서 참고) 사막 기후에서 증발식 냉각은 에너지 소비와 조화에 필요한 전반적인 장비를 줄일 수 있으며, 이는 압축기 기반 냉각의 대안으로 사용할 수 있다. 건주하지 않는 것으로 간주되는 기후에서 간접 증발식 냉각은 습도를 증가시키지 않고도 증발식 냉각 과정을 취할 수 있다는 장점이 있다. 수동식 증발식 냉각 전략은 장비과 배관의 복잡성 없이 동일한 기계적 증발식 냉각 시스템을 제공할 수 있다는 장점이 있다.

## 개요

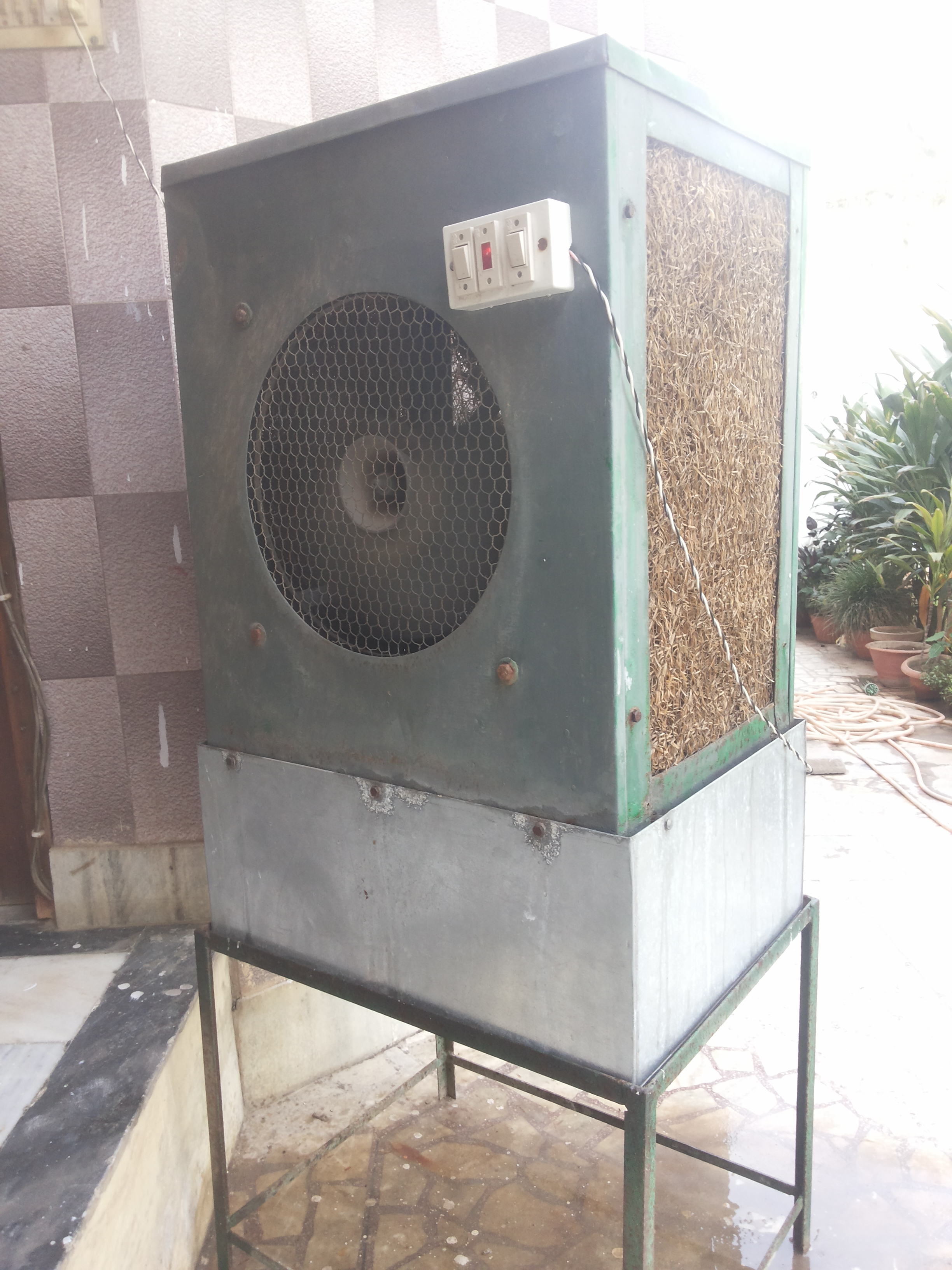
전통적인 에어 쿨러. 인도 우타르프라데시주.

초기 형태의 증발식 냉각인 윈드캐처(windcatcher)는 수천 년 전 지붕 위의 풍차축의 형태로 고대 이집트와 페르시아에서 처음 사용되었다. 이것들은 바람을 잡아서 카나트의 지하수로 전달했으며 시원한 공기를 건물에 흘려보냈다. 현대의 이란 사람들은 전기를 이용한 증발식 냉각기들(coolere âbi)을 널리 채택하고 있다.
증발식 냉각기는 20세기 수많은 미국 특허의 주제였으며 이 중 다수가 1906년에 시작되었다.

## 같이 보기
- 건축공학
- 냉각탑
- 제습기
- 가습기
- 공기조화기술
- 레지오넬라
- 레지오넬라증